# John Savage
John Savage, nascut John Smeallie Youngs, (Old Bethpage, Nova York, 25 d'agost 1949) és un actor de cinema, productor, cap de producció i compositor estatunidenc.

## Carrera
El seu primer paper important va ser com Steven en la pel·lícula de 1978, El caçador, la història d'un grup de treballadors de l'acer durant la guerra de Vietnam. També va tenir un paper protagonista a The Onion Field de e 1979, la veritable història del policia Karl Hettinger, després de presenciar l'assassinat de la seva parella.
Un dels seus papers més famosos va ser com Claude Bukowski en la pel·lícula Hair (1979) com Claude Bukowski. També va tenir un breu paper en la pel·lícula The Thin Red Line (1998) de Terrence Malick. A la fi de 1970, també va aparèixer a Broadway en l'obra de David Mamet, "American Buffalo", amb Robert Duval.
En els últims anys s'ha centrat més en televisió. Ell era el personatge recurrent de Donald Lydecker en la primera i segona temporada de Dark Angel i el capità Ransom en la segona part de l'episodi " Equinoccio "de Star Trek: Voyager i, finalment, en Llei i ordre - Unitat de víctimes especials.
Actualment és protagonista del thriller "The Sorrow" amb Kirk Harris, Ballance Ryan i Michael Madsen, per al director Vernon Mortensen.

## Filmografia
- Bad Company (1972)
- The Killing Kind (1973)
- Steelyard Blues (1973)
- The Sister-in-Law (1974)
- All the Kind Strangers (1974)
- Eric (1975)
- John O'Hara's Gibbsville (telefilm) (1975)
- Gibbsville (sèrie de televisió) (1976)
- El caçador (The Deer Hunter) (1978)
- Hair (1979)
- El camp de cebes (The Onion Field) (1979)
- Inside Moves (1980)
- Cattle Annie and Little Britches (1981)
- The Amateur (1981)
- Coming Out Of The Ice (1982)
- Brady's Escape (1983)
- Vengeance of a Soldier (1984)
- Maria's Lovers (1984)
- Silent Witness (1985)
- Salvador (1986)
- The Little Sister (1986)
- Hotel Colonial (1987)
- La bella i la bèstia (Beauty and the Beast) (1987)
- Caribe (1987)
- The Beat (1988)
- Do the Right Thing (1989)
- El Padrí III (The Godfather Part III) (1990)
- Any Man's Death (1990)
- Mountain of Diamonds (1991)
- Hunting (1991)
- Door to Silence (1991)
- Dark Tale (1991)
- Primary Motive (1992)
- CIA II: Target Alexa (1993)
- The Takeover (1995)
- Fatal Choice (1995)
- The Conversion (The Outer Limits) (1995)
- Firestorm (1995)
- Carnosaur 2 (1995)
- OP Center (1995)
- Creuant l'obscuritat (The Crossing Guard) (1995)
- Amnesia (1996)
- Tempesta blanca (White Squall) (1996)
- One Good Turn (1996)
- Where Truth Lies (1996)
- American Strays (1996)
- The Mouse (1996)
- Flynn (1997)
- Little Boy Blue (1997)
- Before Women Had Wings (1997)
- Club Vampire (1998)
- Nightworld: Lost Souls (1998)
- The Thin Red Line (1998)
- Message in a Bottle (1999)
- The Jack Bull (1999)
- Summer of Sam (1999)
- Equinox (Star Trek: Voyager) (1999)
- Christina's House (2000)
- El virginià (The Virginian) (2000)
- They Nest (2000)
- Dark Angel (2000–2001) (sèrie de televisió)
- Dead Man's Run (2001)
- Redemption of the Ghost (2002)
- The Anarchist Cookbook (2002)
- Intoxicating (2003)
- Easy Sex (2003)
- Carnivàle (2003–2005) (sèrie de televisió)
- Shortcut to Happiness (2004)
- Alien Lockdown (2004)
- Sucker Free City (2004)
- Confessions of a Pit Fighter (2005)
- Love's Long Journey (2005)
- El nou món (The New World) (2005)
- The Drop (2006)
- Kill Your Darlings (2006)
- Shut Up and Shoot! (2006)
- Downtown: A Street Tale (2007)
- The Violent Kind (2008)
- The Attic (2008)
- The Golden Boys (2008)
- The Grift (2008)
- From a Place of Darkness (2008)
- The Thacker Case (2008)
- Boiler Maker (2008)
- The Red Canvas (2009)
- Handsome Harry (2009)
- Buffalo Bushido (2009)
- Anytown (2009)
- Bereavement (2010)
- Spreading Darkness (2011)
- The Orphan Killer (2011)
- Hit List (2012)
- Gemini Rising (2012)
- Fort Bliss (2013)
- Defending Santa (2013)
- Bermuda Tentacles (2014)
- Bullet (2014)
- Nephilim (2014)
- The Lookalike (2014)
- We Will Be the World Champions (2015)